# Vasfűfélék
A vasfűfélék vagy verbénafélék (Verbenaceae) az ajakosvirágúak (Lamiales) rendjének egyik családja, amely korábban 75 nemzetséget és mintegy 2600–3000 fajt számlált, de az APG redukálta ezeket a számokat. Sok nemzetség – Amasonia, Callicarpa, kékszakáll (Caryopteris), végzetcserje (Clerodendrum), Congea, Cornutia, Garrettia, Gmelina, Holmskioldia, Hymenopyramis, Oxera, Premna, Schnabelia, Sphenodesme, Symphorema, tíkfa (Tectona), Tsoongia, barátcserje (Vitex) – átkerült az árvacsalánfélékhez, az Avicennia a medvekörömfélékhez, a Coelonema a rutafélékhez, egyes nemzetségekről pedig kiderült, hogy fajaik a család más nemzetségeibe sorolhatók.

## Származásuk, élőhelyük
Legtöbb fajuk Délkelet-Ázsiában, illetve Közép- és Dél-Amerikában trópusi-szubtrópusi éghajlaton él; a mérsékelt övbe csak kevés terjedt át. Egyetlen, hazánkban vadon is élő fajuk a vasfű nemzetségbe tartozó közönséges vasfű (Verbena officinalis), aminek virágos hajtásait népi gyógyszerként keserűanyagként és vizelethajtásra használták.

## Tulajdonságaik
Lágyszárúak, cserjék, fák vagy liánok. Pálhalevél nélküli leveleik általában keresztben átellenesek. Kétivarú virágaik kissé zigomorfok, gyakran kétajkúak, csészéjük és pártájuk is forrt, kettő, négy vagy öt porzóval (utóbbi két esetben közülük kettő hosszabb; ezek az ún. főporzók). A pártacső gyakran hosszú, a pártacimpák egyszerűek vagy kicsípett csúcsúak. A legalább a tövén összeforrt, 4-5 tagú virágtakaró fürtös vagy bogas. Termésük csonthéjas vagy négy részterméskére hasadó makkocska.
Ismertebb nemzetségük a Lantana és a vasfű (Verbena).

## Hasznosításuk, jelentőségük
A család számos faját – pl. sétányrózsát (Lantana camara) – dísznövényként termesztik. Más fajokat illóolaj-tartalmuk miatt fűszer-, illetve gyógynövényként hasznosítanak.